# Henri Lechat
Pour les articles homonymes, voir Lechat.
Henri Lechat (né à Auvillers-les Forges en 1862 et mort à Lyon en 1925) est un historien de l'art français, professeur à l'université de Lyon, ancien membre de l'Ecole française d'Athènes et correspondant de l'Académie des inscriptions et belles-lettres, spécialiste de la statuaire grecque antique.

## Biographie
Nommé en 1886 à l'École française d'Athènes, Henri Lechat participe à des fouilles archéologiques au Pirée et à Corfou, mais se consacre surtout à l'étude des trouvailles de statues découvertes sur l'Acropole par la Société archéologique d'Athènes. De retour en France, il enseigne à l'université de Montpellier à partir de 1889, puis à l'université de Lyon à partir de 1898. De ses études sur les œuvres découvertes à l'Acropole, il tire deux ouvrages : Au musée de l'Acropole (1903) et La Sculpture attique avant Phidias (1905). En 1906, il devient membre correspondant de l'Académie des inscriptions et belles-lettres.
À Lyon, il se consacre au musée des moulages de l'université, dont il se sert pour appuyer son enseignement. Il l'enrichit et en rédige un ensemble de catalogues considérés par ses contemporains comme  « un des plus amples et des plus beaux du monde » et comme un « répertoire de premier ordre pour les historiens de la plastique antique ».

## Décorations
- Officier de la Légion d'honneur (1921)

## Travaux
- Avec Alphonse Defrasse, Épidaure, Restauration et description des principaux monuments du sanctuaire d'Asclépios, 1895
- Le Temple grec. Histoire sommaire de ses origines et de son développement jusqu'au Ve siècle avant J.-C., 1902
- Au musée de l'Acropole d'Athènes, études sur la sculpture en Attique avant la ruine de l'Acropole lors de l'invasion de Xerxès
- Annales de l'université de Lyon. Faculté des lettres. Catalogue sommaire du musée de moulages pour l'histoire de l'art antique, 1903, 1911, 1923
- La sculpture attique avant Phidias, 1905
- Pythagoras de Rhégion, 1905
- Sirènes, figurines en terre cuite et statues en marbre, 1919
- Aphrodite, statue grecque en marbre du VIe siècle avant notre ère, 1919
- Sculptures de Rodin, 1919
- La Sculpture grecque. Histoire sommaire de son progrès, de son esprit, de ses créations, 1922
- Phidias et la Sculpture grecque au Ve siècle, 1924
- Sculptures grecques antiques, choisies et commentées, 1925